# Oreobolus strictus
Oreobolus strictus är en halvgräsart som beskrevs av Sven Berggren.
Oreobolus strictus ingår i släktet Oreobolus och familjen halvgräs. Inga underarter finns listade i Catalogue of Life.